# Okazaki Ritsuko
Okazaki Ritsuko (岡崎律子 Cương Khi Luật Tử) (29 tháng 12 năm 1959 - 5 tháng 5 năm 2004), là một ca sĩ, nhà soạn nhạc kiêm viết lời cho ca khúc và cũng là nhà phối khí.

## Tiểu sử
Okazaki Ritsuko (岡崎律子) được sinh ra ở hòn đảo Hashima, tỉnh Nagasaki, Nhật Bản. Vào năm 9 tuổi, Okazaki chuyển đến Tokyo khi cô đang học lớp 3 một trường tiểu học. Và khi theo học một trường cấp 3, cô tham gia vào nhóm nhạc có tên là Eleanor.
Okazaki bắt đầu soạn những bản CM vào năm 1985. Và theo đó, những ca khúc đầu tay là viết cho các ca sĩ như Ayukawa Mami, Ito Toshihiro và nhóm nhạc BaBe. Vào năm 1991, cô đã viết bản Ending (nhạc cuối phim) cho anime Mahou no Princess Minky Momo. Và cũng vào thời gian này, cô bắt đầu viết nhạc cho Hayashibara Megumi, Komori Manami. Về sau này thì có thêm Inoue Kikuko, Horie Yui và nhiều ca sĩ nổi tiếng khác. Cô cũng đã viết lời và soạn nhạc cho rất nhiều ca khúc của hãng Yamaha, một hãng nổi tiếng về những thiết bị liên quan đến âm nhạc mà trong đó chủ yếu là những bản nhạc dành cho trẻ em với mục đích học tiếng Anh.
Mặc dù đã bắt đầu viết và soạn nhạc rất sớm nhưng mãi đến năm 1993 cô mới bắt đầu sự nghiệp ca hát của mình với single đầu tay - kanashii jiyuu. Bên cạnh đó, cô cũng không ngừng viết nhạc cho các anime và các seiyuu. Mãi đến năm 2001, cô đã sáng tác ca khúc For Fruits Basket cho anime Fruits Basket. Ca khúc này đã tạo sự ngạc nhiên đến cộng đồng nghe nhạc vì sự dịu dàng, ngọt ngào và trầm lắng. Nó là sự hòa quyện của mọi cảm xúc khi con người được sống và được yêu thương.
Love Hina, Wedding Peach, Kare Kano, Fruits Basket là những anime nổi tiếng mà cô góp phần tham gia soạn nhạc. Không chỉ vậy, một số drama và game (Symphonic Rain) cũng mời sự góp mặt của cô. Năm 2002, cùng với Megumi Hinata cô thành lập Melocure, tức là Melodic Hard Cure cho ra 3 đĩa đơn và 1 album.
Ngày 5 tháng 5 năm 2004, Okazaki đã ra đi vĩnh viễn ở tuổi 44 sau những tháng ngày chống chọi lại căn bệnh ung thư dạ dày; nguyên nhân của sự ra đi đột ngột này là do nhiễm trùng máu. Cô đã gửi gắm những lời cuối cùng cho những người hâm mộ qua 2 ca khúc "I'm always close to you" và "itsu de mo hohoemi wo" trong album for RITZ.
Cô để lại hơn 300 bản nhạc với nhiều nhạc điệu khác nhau như là để lại những món quà dành tặng cuộc sống của mình. Để kỉ niệm ngày sinh của cô, hãng UNIVERSAL Music Nhật Bản đã phát hành album for RITZ vào ngày 29 tháng 12 cùng năm cô mất. Đến ngày 5 tháng 5 năm 2005, để tưởng nhớ sau 1 năm ra đi, người hâm mộ đã cùng nhau phát hành album thứ 10, cũng là album cuối cùng trong sự nghiệp ca hát của cô.

## Tác phẩm

### Đĩa đơn (Single)
| STT | Ngày phát hành | Tên đĩa                                         | Phiên âm Romaji và nghĩa                                                                      | Ghi chú |
| --- | -------------- | ----------------------------------------------- | --------------------------------------------------------------------------------------------- | --- |
| 1   | 03-03-1993     | 悲しい自由 / 恋が、消えてゆく                   | Kanashii Jiyuu / Kiete Yuku (Tự do nhưng cô đơn / Tình yêu sẽ tan biến)                       | |
| 2   | 23-02-1994     | 最愛 / 12 月の雪の日                            | Saiai / Juunigatsu no Yuki no Hi (Yêu nhất / Ngày tuyết tháng 12)                             | |
| 3   | 16-09-1994     | 長距離電話 / Girlfriend                         | Choukyori Denwa / Girlfriend (Cuộc điện thoại đường dài / Bạn gái)                            | |
| 4   | 25-04-1996     | リグレット～恋人なら～ / ４月の雪               | REGRET ~ Koibito nara / Shigatsu no Yuki (Thật tiếc, nếu em là người tình / Tuyết tháng Tư)   | |
| 5   | 25-08-1996     | A Happy Life / ～ハミング～                     | A HAPPY LIFE / ~Humming~ (Một đời hạnh phúc / Hát thầm)                                       | - Nhạc cuối chương trình 情報!ソースが決め手 của đài TV TOKYO - Nhạc corner chương trình NEWSモーニングJAM của đài TV TOKYO |
| 6   | 25-10-1997     | Rain or Shine －降っても晴れても－ / White Land | Rain or Shine - Futtemo Haretemo - / White Land (Dù mưa hay nắng / Miền đất trắng xóa)        | Nhạc chủ đề chương trình game show nấu ăn 黄金のレシピ của đài TBS                                                          |
| 7   | 08-12-1999     | L'aquoiboniste (無造作紳士) / Moonshadow        | L'aquoiboniste (Muzoosa Shinshi) / Moonshadow (Mỹ nhân (bản tiếng Nhật) / Bóng trăng)         | - Nhạc chủ đề TV Drama Utsukushii Hito (美しい人 (テレビドラマ)) - Nhạc chủ đề TV Drama Cheap Love (チープラブ) đài TBS     |
| 8   | 25-07-2001     | For フルーツバスケット / 小さな祈り             | For FRUITS BASKET / Chisana O-inori (Dành cho Giỏ Trái Cây / Lời nguyện cầu nhỏ bé)           | Nhạc chủ đề anime Giỏ Trái cây (フルーツバスケット)                                                                         |
| 9   | 23-10-2002     | Morning Grace/ 私の愛は小さいけれど             | Morning Grace / Watashi ni Ai wa Chisana keredo (Vẻ yêu kiều sớm mai / Tình yêu em dù nhỏ bé) | Nhạc chủ đề anime Princess Tutu (プリンセスチュチュ)                                                                        |

ALBUM
| STT | Dạng đĩa    | Ngày phát hành | Tên đĩa                              | Romaji                               | Ghi chú |
| --- | ----------- | -------------- | ------------------------------------ | ------------------------------------ | --- |
| 1   | album       | 24-03-1993     | Sincerely yours,                     | Sincerely yours,                     | |
| 2   | album       | 23-03-1994     | Joyful Calendar                      | Joyful Calendar                      | |
| 3   | mini-album  | 25-05-1996     | A Happy Life                         | A Happy Life                         | |
| 4   | cover-album | 21-08-1997     | Ritzberry Fields                     | Ritzberry Fields                     | tên album đặt theo fanclub, ca khúc 3 và 9 trong OVA 1月にはChristmas                                          |
| 5   | best album  | 25-10-1997     | Rain or Shine                        | Rain or Shine                        | |
| 6   | album       | 06-11-1998     | おはよう                             | Ohayo                                | |
| 7   | album       | 16-12-2001     | ラブひな OKAZAKI COLLECTION          | Love Hina OKAZAKI COLLECTION         | cùng phát hành album Love Hina Self Cover (cùng ngày)                                                          |
| 8   | album       | 25-02-2003     | life is lovely.                      | life is lovely.                      | cùng phát hành album Twelve Angels 12 Characters Ending Songs của anime Sister Princess RePure ngày 05-02-2003 |
| 9   | album       | 29-12-2004     | For RITZ                             | For RITZ                             | |
| 10  | best album  | 05-05-2005     | Love&Life〜private works 1999-2001〜 | Love&Life〜private works 1999-2001〜 | từ các pravite single chỉ phát hành cho fan hâm mộ câu lạc bộ                                                  |

## Sản phẩm khác
Ngoài những ca khúc thể hiện trong các album và single trên, Okazaki còn tham gia một số bài đơn lẻ trong các anime hoặc cùng các ca sĩ sau.

### Những ca khúc do Ritsuko thể hiện

#### Ca sĩ
- Sugawara Susumu (菅原進?)

- Nụ cười là trong tình yêu (微笑みは愛の中で)

#### Anime
- Tháng 1 là Giáng Sinh (1月にはChristmas?)

- Yoake no Aoi SOFA (夜明けの青いソファー Chiếc sofa màu xanh trong buổi hoàng hôn)
- Fuyu no nai CALENDAR (冬のないカレンダー Fuyu no nai KARENDAA, Tấm lịch không có mùa đông)

- Mahou no princess Minky Momo (魔法のプリンセスミンキーモモ?)

- Shigatsu no Yuki (4月の雪 Tuyết tháng tư)
- Ma Me'moire～Sayonara wa mada Ienai～ (Ma Me'moire～さよならはまだ言えない～ Kỉ niệm của tôi~lời chia tay vẫn không thể nói)
- Shigatsu no Yuki (Acapella Ending Version) (4月の雪 (ア・カペラ・エンディング・ヴァージョン) Tuyết tháng 4 (bản Acapella))
- Nào ta cùng mơ! (いざや夢見る協同組合!) (với Chiba Kazuomi (千葉和臣)
- Lời hứa (約束)

- Máy tính Akihabara (アキハバラ電脳組?)

- Cynthia-người tôi yêu (シンシア・愛する人)

- Android Ana MAICO 2010 (アンドロイド・アナ MAICO 2010?)

- Bé Yukie hoảng sợ (ゆきえちゃんパニック)

- Love Hina (ラブひな?)

- Mùa xuân đến! (春だもの！)
- Sự bắt đầu là từ đây (はじまりはここから)
- Tình bạn (Friendship)
- Hoa anh đào nở (サクラサク)
- Chỉ cần có anh (君さえいれば)
- Thật tuyệt làm sao (なんてステキな)
- Chúc phúc (祝福)
- Bất cứ nơi đâu, bất kì lúc nào (イツマデモドコマデモ)

- Giỏ trái cây (フルーツバスケット?)

- Dành tặng Fruits Basket (For フルーツバスケット)
- Lời nguyện cầu nhỏ (小さな祈り)
- Ngày mai đáng yêu (bản Fruits Basket) (愛すべき明日<「Fruits Basket」 Version>)
- Khúc nhạc chiều êm đềm (セレナーデ)
- Màu trời (空色)

- Công chúa Tutu (プリンセスチュチュ?)

- Vẻ yêu kiều sớm mai (Morning Grace)
- Tình yêu em tuy nhỏ bé... (私の愛は小さいけれど)

- Em tôi là những nàng công chúa (シスター・プリンセス～リピュア?)

- Cô gái trong tình yêu (A Girl in Love)
- lyric
- Gương mặt chân thật (素顔)
- Giấc mơ ngọt ngào (Sweet dream)
- Đó chính là trái tim của em (それはあたしの心なの)
- Không làm mất được vẻ mặt cười của anh (笑顔にはかなわない)
- Hồi tưởng (reminiscence)
- Ma thuật (Magie)
- Hãy hạnh phúc (Be happy, please!)
- Niềm vui mùa xuân (春の歓び)
- Người mà em muốn bảo vệ (守りたい人がいて)
- Hãy cùng nhau ăn (いっしょにたべよう)
- Kết nối sự lãng mạn (Romantic Connection)

- Jubeichan 2 (十兵衛ちゃん2?)

sự tĩnh lặng, một phần trong tôi (凪～peace of mind～)

#### Television
- Tình yêu, đôi khi là lừa dối (愛、ときどき嘘?)

- Thình thịch~Ritz voice (ときめき～Ritz voice～)

- Tình yêu rẻ (チープラブ?)

- Bóng trăng (Moonshadow)

- Cảnh sắc màu trắng (白い影?)

- Giọt nước mắt lẻ loi~giọng Ritz (ソリティア(Ritz Voice))
- Giọt nước mắt lẻ loi~giọng Ritz gần hơn (ソリティア(Ritz Voice, closer version))

#### Yamaha Foundation
- Xin chào! puple (Hello! ぷっぷる)
- Chúc ngủ ngon! (Good night!)

### Những ca khúc do Ritsuko phổ nhạc, viết lời hoặc cả hai

#### Ca sĩ
- Asano Masumi (浅野真澄?)
- Ayukawa Mami (鮎川麻弥?)
- Iizuka Mayumi (飯塚雅弓?)
- Ishida Youko (石田燿子?)
- Ito Toshihiro (伊藤敏博?)
- Inoue Kikuko (井上喜久子?)
- Ooishi Megumi (大石恵?)
- Ogata Megumi (緒方恵美?)
- Omimura Mayuko (麻績村まゆ子?)
- Kinoshita Yuri (木ノ下ゆり?)
- Kuwae Tomoko (桑江知子?)
- Kuwashima Houko (桑島法子?)
- Komori Manami (小森まなみ?)
- K3　GIRLS
- Sugawara Susumu (菅原進?)
- Toyoshima Machiko (豊嶋真千子?)
- Hayashibara Megumi (林原めぐみ?)
- Hidaka Noriko (日高のり子?)
- Hi・ma・wa・ri (ひ・ま・わ・り?)
- FURIL
- BaBe
- Horie Yui (堀江由衣?)
- Honma Kaori (本間かおり?)
- Millio
- Yamato Nadeshiko (やまとなでしこ?)

#### Anime
- Yoden Samurai Troopers (鎧伝サムライトルーパ?)

- Khúc ru trên hành tinh (星のララバイ) (Honama Kaori)
- Nỗi nhớ dâng tràn (あふれる想い) (Honma Kaori)

- Công chúa quả đào có pháp thuật Minky (魔法のプリンセスミンキーモモ?)

- Trái tim đang mơ (夢みるハート) (Komori Manami)
- ダバダバFallin'Love () (Komori Manami)

- Mamono Hunter Youko (魔物ハンター妖子?)
- Wedding Peach (ウェディングピーチ?)
- Doukyuusei Ren'ai (同級生恋愛専科2?)
- Kare Kano (彼氏彼女の事情?)
- elf (エルフ?)
- Love Hina (ラブひな?)
- ONE~kagayaku kisetsu e~ (ONE～輝く季節へ～?)
- Fruits Basket (フルーツバスケット?)
- Princess Tutu (プリンセスチュチュ?)
- UFO Princess Valkyurie (円盤皇女(ゆーふぉーぷりんせす)ワるきゅーレ?)
- Koikaze (恋風?)
- Jubeichan 2 (十兵衛ちゃん2?)

#### Game
- Symphonic Rain (シンフォニック-レイン?)